# Le Château-d'Oléron
Le Château-d'Oléron és una comuna francesa, situada al departament de la Xaranta Marítima i a la regió de la Nova Aquitània. L'any 2007 tenia 3.949 habitants.

## Demografia

### Població
El 2007 la població de fet de Le Château-d'Oléron era de 3.949 persones. Hi havia 1.843 famílies de les quals 603 eren unipersonals (180 homes vivint sols i 423 dones vivint soles), 680 parelles sense fills, 364 parelles amb fills i 196 famílies monoparentals amb fills.
La població ha evolucionat segons el següent gràfic:
Habitants censats

### Habitatges
El 2007 hi havia 3.469 habitatges, 1.866 eren l'habitatge principal de la família, 1.348 eren segones residències i 255 estaven desocupats. 2.809 eren cases i 359 eren apartaments. Dels 1.866 habitatges principals, 1.290 estaven ocupats pels seus propietaris, 503 estaven llogats i ocupats pels llogaters i 73 estaven cedits a títol gratuït; 28 tenien una cambra, 117 en tenien dues, 435 en tenien tres, 615 en tenien quatre i 672 en tenien cinc o més. 1.303 habitatges disposaven pel capbaix d'una plaça de pàrquing. A 1.010 habitatges hi havia un automòbil i a 630 n'hi havia dos o més.

### Piràmide de població
La piràmide de població per edats i sexe el 2009 era:
| Homes | Edats   | Dones |
| ----- | ------- | ----- |
| 2     | 95 o +  | 13    |
| 7     | 90 a 94 | 40    |
| 40    | 85 a 89 | 60    |
| 42    | 80 a 84 | 64    |
| 83    | 75 a 79 | 114   |
| 100   | 70 a 74 | 109   |
| 129   | 65 a 69 | 123   |
| 133   | 60 a 64 | 155   |
| 78    | 55 a 59 | 118   |
| 99    | 50 a 54 | 106   |
| 130   | 45 a 49 | 120   |
| 105   | 40 a 44 | 141   |
| 134   | 35 a 39 | 115   |
| 118   | 30 a 34 | 123   |
| 90    | 25 a 29 | 98    |
| 68    | 20 a 24 | 36    |
| 95    | 15 a 19 | 81    |
| 105   | 10 a 14 | 90    |
| 84    | 5 a 9   | 96    |
| 79    | 0 a 4   | 91    |

## Economia
El 2007 la població en edat de treballar era de 2.368 persones, 1.641 eren actives i 727 eren inactives. De les 1.641 persones actives 1.437 estaven ocupades (735 homes i 702 dones) i 205 estaven aturades (88 homes i 117 dones). De les 727 persones inactives 342 estaven jubilades, 157 estaven estudiant i 228 estaven classificades com a «altres inactius».

### Ingressos
El 2009 a Le Château-d'Oléron hi havia 1.896 unitats fiscals que integraven 4.054 persones, la mediana anual d'ingressos fiscals per persona era de 16.841 €.

### Activitats econòmiques
Dels 305 establiments que hi havia el 2007, 4 eren d'empreses alimentàries, 3 d'empreses de fabricació de material elèctric, 2 d'empreses de fabricació d'elements pel transport, 17 d'empreses de fabricació d'altres productes industrials, 33 d'empreses de construcció, 84 d'empreses de comerç i reparació d'automòbils, 5 d'empreses de transport, 31 d'empreses d'hostatgeria i restauració, 6 d'empreses d'informació i comunicació, 16 d'empreses financeres, 24 d'empreses immobiliàries, 38 d'empreses de serveis, 25 d'entitats de l'administració pública i 17 d'empreses classificades com a «altres activitats de serveis».
Dels 73 establiments de servei als particulars que hi havia el 2009, 1 era una oficina d'administració d'Hisenda pública, 1 gendarmeria, 1 oficina de correu, 6 oficines bancàries, 5 tallers de reparació d'automòbils i de material agrícola, 2 tallers d'inspecció tècnica de vehicles, 12 paletes, 4 guixaires pintors, 4 fusteries, 3 lampisteries, 6 electricistes, 1 empresa de construcció, 4 perruqueries, 1 veterinari, 15 restaurants, 5 agències immobiliàries i 2 tintoreries.
Dels 38 establiments comercials que hi havia el 2009, 1 era un supermercat, 3 botiges de menys de 120 m², 4 fleques, 3 carnisseries, 7 peixateries, 1 una llibreria, 6 botigues de roba, 2 botigues d'equipament de la llar, 1 una sabateria, 1 una botiga de mobles, 5 botigues de material esportiu, 3 drogueries i 1 una floristeria.
L'any 2000 a Le Château-d'Oléron hi havia 10 explotacions agrícoles.

## Equipaments sanitaris i escolars
El 2009 hi havia 2 farmàcies i 1 ambulància.
El 2009 hi havia 1 escola maternal i 1 escola elemental. Le Château-d'Oléron disposava d'un col·legi d'educació secundària amb 351 alumnes.

## Poblacions més properes
El següent diagrama mostra les poblacions més properes.